# Матачина (Вранча)
Матачина (рум. Mătăcina) насеље је у Румунији у округу Вранча. Oпштина се налази на надморској висини од 378 m.

## Становништво
Према подацима из 2002. године у насељу је живело 235 становника, од којих су сви румунске националности.